# Thomas Hovell-Thurlow-Cumming-Bruce (5e baron Thurlow)
Thomas John Hovell-Thurlow-Cumming-Bruce, 5e baron Thurlow, (5 décembre 1838 - 12 mars 1916), est un homme politique libéral britannique qui est trésorier général en 1886.

## Famille

Armes des barons Thurlow

Il est le fils cadet d'Edward Thomas Hovell-Thurlow, 3e baron Thurlow, et un arrière-petit-fils de Thomas Thurlow, évêque de Durham de 1787 à 1791. Le Lord grand chancelier Edward Thurlow (1er baron Thurlow), est son arrière-arrière-grand-oncle. En 1864, il épouse Elma Bruce (décédée en 1923), fille de James Bruce (8e comte d'Elgin). Thurlow prend en 1873 par licence royale le nom de jeune fille de sa femme, Bruce, et un an plus tard le nom de famille de Cumming. À la mort de son frère aîné en 1874, il devient le 5e baron Thurlow, ce qui lui donne un siège à la Chambre des lords.

## Carrière politique
Six ans plus tard, en 1880, Lord Thurlow est nommé whip du gouvernement dans l'administration libérale de William Ewart Gladstone. Il occupe ce poste jusqu'en 1885, lorsque les libéraux quittent le pouvoir. Lorsque Gladstone est revenu au pouvoir en février 1886, il nomme Thurlow Paymaster-General, et reste en poste jusqu'à ce que les libéraux perdent à nouveau le pouvoir en août de la même année. La même année, il est admis au Conseil privé.
Lord Thurlow est également haut-commissaire de l'Assemblée générale de l'Église d'Écosse en 1886. Il meurt le 12 mars 1916, à l'âge de 77 ans, et son fils Charles Edward lui succède.